# Lehmann-diskontinuiteten
Lehmann-diskontinuiteten er en ændring i udbredelseshastigheden af seismiske bølger i Jorden, der forekommer omkring 220 km dybde. Ændringen menes at være forsaget af et faseskift i Jordens indre, hvor en øvre, mere fast del af jordens kappe gradvist erstattes af den mere plastiske (omend stadig faste) kappe nedenunder.
Diskontinuiteten kommer til udtryk ved, at seismiske bølger (P- og S-bølger) generelt udbredes langsommere i jordens skorpe (Asthenosfære), ved større dybder, blandt andet som følge af den større densitet i materialet. Denne tendens ændres dog omkring 220 km dybde, hvor bølgerne igen begynder at udbredes hurtigere, desto længere nede de bevæger sig. Diskontinuiteten forefindes ved varierende dybder afhængig af, hvor på Jorden den måles. Dette skyldes antageligvis at Jordens lagdeling ikke er homogen, og at de enkelte lags tykkelse varierer.
Lehmann-diskontinuiteten er én af flere sådanne ændringer i seismiske bølgers udbredelse ved forskellige dybder, herunder Mohorovicic-diskontinuiteten, der definerer grænsen mellem Jordens skorpe (Lithosfære) og kappe, samt Gutenberg-diskontinuiteten, der ses ved overgangen mellem Jordens kappe og den flydende ydre kerne.
Diskontinuiteten er navngivet efter den danske seismolog, Inge Lehmann, som først beskrev fænomenet i 1959.